# Conchita Bautista
Conchita Bautista (Sevilla, 27 oktober 1936) is een Spaanse zangeres en actrice.
Bautista verhuisde van haar geboorteregio Andalusië naar de regio Madrid in haar tienerjaren. Ze werd al snel ontdekt en ging aan de slag als zangeres en speelde ook in enkele films. In 1961 deed Bautista mee aan de Spaanse selectie voor het Eurovisiesongfestival met het lied "Estando contigo". Ze wist de selectie te winnen en mocht zo afreizen naar Cannes waar het festival gehouden werd. Het werd Spanjes debuut op het festival. Bautista opende de avond met haar lied waarmee ze uiteindelijk 9de werd van de 16 deelnemers. Na haar deelname aan het festival werd het stil rond de zangeres.
In 1965 deed Bautista weer mee aan de Spaanse selectie voor het Eurovisiesongfestival, dit keer met het lied "Qué bueno, qué bueno" en weer wist ze te winnen. Ze mocht afreizen naar Napels waar het festival gehouden werd. Daar werd ze echter laatste met nul punten. Hierna speelde de zangeres nog enkele kleine tv-rolletjes.
1961: Conchita Bautista · 
1962: Víctor Balaguer · 
1963: José Guardiola · 
1964: Tim, Nelly & Tony · 
1965: Conchita Bautista · 
1966: Raphael · 
1967: Raphael · 
1968: Massiel · 
1969: Salomé · 
1970: Julio Iglesias · 
1971: Karina · 
1972: Jaime Morey · 
1973: Mocedades · 
1974: Peret · 
1975: Sergio & Estíbaliz · 
1976: Braulio · 
1977: Micky · 
1978: José Vélez · 
1979: Betty Missiego · 
1980: Trigo Limpio · 
1981: Bacchelli · 
1982: Lucía · 
1983: Remedios Amaya · 
1984: Bravo · 
1985: Paloma San Basilio · 
1986: Cadillac · 
1987: Patricia Kraus · 
1988: La Década · 
1989: Nina · 
1990: Azúcar Moreno · 
1991: Sergio Dalma · 
1992: Serafín Zubiri · 
1993: Eva Santamaría · 
1994: Alejandro Abad · 
1995: Anabel Conde · 
1996: Antonio Carbonell · 
1997: Marcos Llunas · 
1998: Mikel Herzog · 
1999: Lydia · 
2000: Serafín Zubiri · 
2001: David Civera · 
2002: Rosa · 
2003: Beth · 
2004: Ramón · 
2005: Son de Sol · 
2006: Las Ketchup · 
2007: D'Nash · 
2008: Rodolfo Chikilicuatre · 
2009: Soraya · 
2010: Daniel Diges · 
2011: Lucía Pérez · 
2012: Pastora Soler · 
2013: El Sueño de Morfeo · 
2014: Ruth Lorenzo · 
2015: Edurne · 
2016: Barei · 
2017: Manel Navarro · 
2018: Alfred & Amaia · 
2019: Miki · 
2021: Blas Cantó · 
2022: Chanel · 
2023: Blanca Paloma · 
2024: Nebulossa · 
2025: Melody
- Biblioteca Nacional de España: XX877808
- Bibliothèque nationale de France: cb14153790c (data)
- Gemeinsame Normdatei: 133751988
- International Standard Name Identifier: 0000 0001 1947 4028
- Library of Congress Control Number: no2004054028
- MusicBrainz: a0bae57e-73ae-488f-959c-13232f17deb9
- Nationale Bibliotheek van Polen: a0000002539952
- Virtual International Authority File: 20882922
- WorldCat: E39PBJbMbjDBwkPTgCrKFPPvpP